# (376574) Michalkusiak
(376574) Michalkusiak – planetoida z głównego pasa planetoid, obiegająca Słońce w okresie 3,84 roku w średniej odległości 2,45 au.
Nazwa „Michalkusiak” nadana została na cześć polskiego astronoma Michała Kusiaka, odkrywcy wielu komet i planetoid. Zasugerowana została przez Rafała Reszelewskiego w porozumieniu z głównym odkrywcą Rafaelem Ferrando. Planetoida odkryta została 19 stycznia 2007 roku w obserwatorium Pla D'Arguines, po czym została zgubiona i ponownie odnaleziona przez Reszelewskiego 7 sierpnia 2013 na zdjęciach z obserwatorium ESA Optical Ground Station. Międzynarodowa Unia Astronomiczna zaakceptowała propozycję i opublikowała nazwę w cyrkularzu IAU Minor Planet Center 16 stycznia 2014.